# Alan Kelly
Alan Kelly (Cork, 1975. április 9. –) ír nemzetközi labdarúgó-játékvezető, sportvezető.	

## Pályafutása

### Nemzeti játékvezetés
A játékvezetésből 1995-ben Corkban vizsgázott. Az Ír Labdarúgó-szövetség (FAI) Játékvezető Bizottságának (JB) minősítésével 1999-ben az League of Ireland Premier Division játékvezetője. Küldési gyakorlat szerint rendszeres 4. bírói, illetve alapvonalbírói szolgálatot is végzett. A nemzeti játékvezetéstől 2013-ban visszavonult, és 1914-től a Major League Soccer bírója és a játékvezetők oktatója lett. Premier Division mérkőzéseinek száma: 350.
| Időpont           | Helyszín                    | Mérkőzés típusa                   | Mérkőzés                                 | Eredmény |
| ----------------- | --------------------------- | --------------------------------- | ---------------------------------------- | -------- |
| 2013. október 25. | Turners Cross Stadion, Cork | utolsó Premier Division mérkőzése | Cork City FC–Saint Patrick’s Athletic FC | 4 – 2    |

#### Nemzeti kupamérkőzések
Vezetett kupadöntők száma: 2.

##### Ír labdarúgókupa
| Időpont            | Helyszín                       | Mérkőzés típusa | Mérkőzés                                     | Eredmény | Nézők száma |
| ------------------ | ------------------------------ | --------------- | -------------------------------------------- | -------- | ----------- |
| 2003.              | Lansdowne Road Stadion, Dublin | döntő           | Longford Town FC–Saint Patrick’s Athletic FC | 2 – 0    | 12 000      |
| 2009. november 22. | Tallaght Stadion, Dublin       | döntő           | Sligo Rovers FC–Sporting Fingal              | 1 – 2    | 8 105       |

### Nemzetközi játékvezetés
Az Ír labdarúgó-szövetség JB JB terjesztette fel nemzetközi játékvezetőnek, a Nemzetközi Labdarúgó-szövetség (FIFA) 2002-től tartotta nyilván bírói keretében. A FIFA JB központi nyelvei közül az angolt beszéli. Az UEFA JB besorolás szerint 2010-től az „elit” kategóriába, 2013-tól visszaminősítéssel az első kategóriában  tevékenykedett. Több nemzetek közötti válogatott, valamint Intertotó-kupa, UEFA-kupa, Európa-liga és UEFA-bajnokok ligája klubmérkőzést vezetett. Az ír nemzetközi játékvezetők rangsorában, a világbajnokság-Európa-bajnokság sorrendjében az első helyet foglalja el 9 találkozó szolgálatával. A nemzetközi játékvezetéstől 2013-ban búcsúzott. Válogatott mérkőzéseinek száma: 18.

#### Labdarúgó-világbajnokság
A 2006-os labdarúgó-világbajnokságon és a 2010-es labdarúgó-világbajnokságon a FIFA JB bíróként alkalmazta. Selejtező mérkőzéseket az UEFA zónában vezetett.

##### 2006-os labdarúgó-világbajnokság
| Időpont             | Helyszín                  | Mérkőzés típusa           | Mérkőzés             | Eredmény | Nézők száma |
| ------------------- | ------------------------- | ------------------------- | -------------------- | -------- | ----------- |
| 2004. szeptember 4. | A.Le Coq Stadion, Tallinn | előselejtező (3. csoport) | Észtország–Luxemburg | 4 – 0    | 4 500       |

##### 2010-es labdarúgó-világbajnokság
| Időpont             | Helyszín                                | Mérkőzés típusa           | Mérkőzés                 | Eredmény | Nézők száma |
| ------------------- | --------------------------------------- | ------------------------- | ------------------------ | -------- | ----------- |
| 2008. szeptember 6. | Dr.Constantin Radulescu Stadion, Cluj   | előselejtező (7. csoport) | Románia–Litvánia         | 0 – 3    | 14 000      |
| 2009. augusztus 12. | Tofik Bahramov Stadion, Baku            | előselejtező (4. csoport) | Azerbajdzsán–Németország | 0 – 2    | 22 500      |
| 2009. október 14.   | Dom.Afonso Henriques Stadion, Guimarães | előselejtező (1. csoport) | Portugália–Málta         | 4 – 0    | 29 350      |

#### Labdarúgó-Európa-bajnokság
A 2002-es U17-es labdarúgó-Európa-bajnokságon az UEFA JB bíróként foglalkoztatta.
| Időpont           | Helyszín                     | Mérkőzés típusa              | Mérkőzés                      | Eredmény |
| ----------------- | ---------------------------- | ---------------------------- | ----------------------------- | -------- |
| 2002. április 27. | Városi Stadion, Nykøbing     | csoportmérkőzés (C. csoport) | Moldova–Szerbia és Montenegró | 3 – 6    |
| 2002. április 30. | Városi Stadion, Herfølge     | csoportmérkőzés (B. csoport) | Svájc–Portugália              | 1 – 0    |
| 2002. május 2.    | Városi Stadion, Roskilde     | csoportmérkőzés (D. csoport) | Grúzia–Magyarország           | 2 – 1    |
| 2002. május 7.    | Kijelölt Stadion, Koppenhága | egyik elődöntő               | Spanyolország–Franciaország   | 1 – 1    |

---
A 2008-as labdarúgó-Európa-bajnokságon, és a 2012-es labdarúgó-Európa-bajnokságon az UEFA JB játékvezetőként foglalkoztatta.

##### 2008-as labdarúgó-Európa-bajnokság
| Időpont          | Helyszín             | Mérkőzés típusa           | Mérkőzés                           | Eredmény | Nézők száma |
| ---------------- | -------------------- | ------------------------- | ---------------------------------- | -------- | ----------- |
| 2006. október 7. | Skonto Stadion, Riga | előselejtező (B. csoport) | Litván labdarúgó-válogatott–Izland | 4 – 0    | 6 800       |

##### 2012-es labdarúgó-Európa-bajnokság
| Időpont           | Helyszín                   | Mérkőzés típusa           | Mérkőzés                                    | Eredmény | Nézők száma |
| ----------------- | -------------------------- | ------------------------- | ------------------------------------------- | -------- | ----------- |
| 2010. október 12. | Olimpiai Stadion, Helsinki | előselejtező (E. csoport) | Finnország–Magyarország                     | 1 – 2    | 18 532      |
| 2011. június 4.   | Skonto Stadion, Riga       | előselejtező (F. csoport) | Litván labdarúgó-válogatott–Izrael          | 1 – 2    | 6 147       |
| 2011. október 7.  | Nemzeti Stadion, Bukarest  | előselejtező (D. csoport) | Román labdarúgó-válogatott–Fehéroroszország | 2 – 2    | 29 486      |

#### Nemzeti Kupa
| Időpont         | Helyszín              | Mérkőzés típusa | Mérkőzés             | Eredmény | Nézők száma |
| --------------- | --------------------- | --------------- | -------------------- | -------- | ----------- |
| 2011. május 27. | Aviva Stadion, Dublin | csoportmérkőzés | Wales–Észak-Írország | 2 – 0    | 529         |

#### Nemzetközi kupamérkőzések

##### Intertotó-kupa
| Időpont          | Helyszín                        | Mérkőzés típusa                 | Mérkőzés                         | Eredmény |
| ---------------- | ------------------------------- | ------------------------------- | -------------------------------- | -------- |
| 2008. július 26. | Bozsik József Stadion, Budapest | Közép-keleti régió (3. forduló) | Budapest Honvéd FC–SK Sturm Graz | 1 – 2    |

## Szakmai sikerek
2006-ban az Ír Labdarúgó-szövetség JB az Év Játékvezetője címet adományozta részére.

## Külső hivatkozások
- Alan Kelly. World Referee. [2016. március 4-i dátummal az eredetiből archiválva]. (Hozzáférés: 2015. november 13.)
- Alan Kelly. footballzz.com. (Hozzáférés: 2015. november 13.)
- Alan Kelly. footballdatabase.eu. (Hozzáférés: 2015. november 13.)
- Alan Kelly. scoreshelf.com. [2015. november 17-i dátummal az eredetiből archiválva]. (Hozzáférés: 2015. november 13.)
- Alan Kelly. eu-football.info. (Hozzáférés: 2015. november 13.)

| Elődje: Ismeretlen | Ír labdarúgókupa döntő 2002–2003 | Utódja: Ismeretlen |

| Elődje: Anthony Buttimer | Ír labdarúgókupa döntő 2008–2009 | Utódja: Tomás Connolly |